# Tichon (metropolita kazański)
Tichon, imię świeckie nieznane (zm. po 22 lutego 1589) – rosyjski biskup prawosławny.

## Życiorys
Jego pochodzenie ani imię świeckie nie są znane, nie wiadomo również, gdzie rozpoczynał życie zakonne. Ok. 1580 został przełożonym Monasteru Pskowsko-Pieczerskiego z godnością ihumena. W roku następnym dowodził obroną klasztoru przed wojskami polskimi w czasie wojny polsko-rosyjskiej. Siły złożone z ok. pięciuset strzelców wspieranych przez mnichów odparły oblegających po pięciu miesiącach.
Data chirotonii biskupiej ihumena Tichona nie jest znana. Prawdopodobnie został wyświęcony przez metropolitę moskiewskiego Dionizego II w końcu 1583. Świadczy o tym fakt, że jeszcze jesienią tego roku w objętej przez Tichona eparchii kazańskiej działał jeszcze biskup Kosma, zaś nowy ihumen monasteru Pskowsko-Pieczerskiego wymieniony został dopiero pod datą 7190 roku cerkiewnego od stworzenia świata (przełom 1583/1584). Brakuje również jakichkolwiek informacji o działalności Tichona w Kazaniu.
Tichon brał udział w Uświęconym Soborze w 1589, który ogłosił powstanie w Moskwie kanonicznego autokefalicznego patriarchatu i dokonał elekcji pierwszego patriarchy Hioba. W czasie soboru postanowiono podnieść eparchię kazańską do rangi metropolii, co oznaczało nadanie Tichonowi godności metropolity. W odróżnieniu jednak od dwóch znajdujących się w podobnej sytuacji hierarchów - biskupa nowogrodzkiego Aleksandra oraz biskupa rostowskiego Warłaama - Tichon nie otrzymał godności tej w czasie uroczystości z udziałem patriarchy. Tichon zrzekł się urzędu jeszcze w tym samym roku, przed 13 maja 1589, gdy chirotonię biskupią i nominację na metropolitę kazańskiego otrzymał dotychczasowy przełożony monasteru Przemienienia Pańskiego w Kazaniu Hermogen.